# Santa Ana (Kolumbien)
Santa Ana ist eine Gemeinde (municipio) im Departamento Magdalena in Kolumbien.

## Geographie
Santa Ana liegt im Süden von Magdalena am Flussarm Brazo de Mompox des Río Magdalena auf einer Höhe von bis zu 120 Metern. Die Gemeinde ist von vielen Wasserflächen geprägt und wird zum Teil regelmäßig überschwemmt. An die Gemeinde grenzen im Norden Santa Bárbara de Pinto, Plato, Nueva Granada und Ariguaní, im Osten El Paso im Departamento del Cesar, im Süden Pijiño del Carmen und San Zenón und im Westen Talaiga Nuevo und Mompós im Departamento de Bolívar.

## Bevölkerung
Die Gemeinde Santa Ana hat 26.737 Einwohner, von denen 14.768 im städtischen Teil (cabecera municipal) der Gemeinde leben (Stand: 2022).

## Geschichte
Santa Ana wurde offiziell 1750 von José Fernando de Mier y Guerra unter dem Namen Santa Ana de Buenavista gegründet. Die Region war vom indigenen Volk der Chimilas bewohnt. Den Status einer Gemeinde erhielt Santa Ana 1918.

## Wirtschaft
Die wichtigsten Wirtschaftszweige von Santa Ana sind Rinder- und Milchproduktion sowie Fischerei.

## Verkehr
Der Flughafen von Santa Ana (IATA-Code: SQB) wird aktuell nicht betrieben. Die nächsten Flughäfen in Mompós ist aber nur 20 Minuten entfernt.